# Chirivel (kommunhuvudort)
Chirivel är en kommunhuvudort i Spanien.   Den ligger i provinsen Provincia de Almería och regionen Andalusien, i den sydöstra delen av landet, 300 km söder om huvudstaden Madrid. Chirivel ligger 1 046 meter över havet och antalet invånare är 1 816.
Terrängen runt Chirivel är kuperad norrut, men söderut är den platt. Runt Chirivel är det glesbefolkat, med 9 invånare per kvadratkilometer. Närmaste större samhälle är Velez Rubio, 17,9 km öster om Chirivel. Omgivningarna runt Chirivel är i huvudsak ett öppet busklandskap.